# Kateřina Veronika Anna Dusíková
Kateřina Veronika Anna Dusíková (Dussek), známá též pod jmény Veronika Elisabeta Dusik (Dussek); Veronika Rosalia Dussek; provdaná Veronica Cianchettini (8. března 1769 Čáslav – 24. března 1833 Londýn) byla česká klavíristka, harfenistka, zpěvačka, hudební skladatelka a pedagožka, působící v Londýně.

## Život
Pocházela z čáslavské hudebnické rodiny Dusíků (Dussek), její otec Jan Josef Dusík byl hudební skladatel a čáslavský kantor, její matka Veronika rozená Štěbetová byla harfenistka a zpěvačka. Své hudební vzdělání získala u svého otce.
V roce 1793 ji její bratr Jan Ladislav Dusík pozval do Londýna. Zpočátku s jeho pomocí, později již samostatně se stala uznávanou hudebnicí a hudební pedagožkou. Provdala se za hudebního vydavatele Francesca Cianchettiniho. Jejich syn Pius Cianchettini byl později rovněž hudebním skladatelem a klavíristou.
V roce 1804 navštívila spolu s bratrem Prahu a Čáslav.

## Dílo
- Klavírní sonáta, op. 8
- Variations on a Roman Air for piano